# Binjamin Ben Eli'ezer
Binjamin „Fuád“ Ben Eli'ezer (hebrejsky בנימין „פואד” בן אליעזר‎, 12. února 1936 Basra, Irák – 28. srpna 2016 Tel Aviv) byl izraelský politik, poslanec, ministr a brigádní generál Izraelských obranných sil. V letech 2001 až 2002 stál v čele Strany práce.
Pocházel z Iráku a díky své plynulé znalosti arabštiny si v armádě vysloužil přezdívku Fuád. Během své vojenské kariéry bojoval v šestidenní, jomkipurské a opotřebovací válce. Na přelomu 70. a 80. let působil nejprve jako vojenský správce a později jako vládní koordinátor na Západním břehu Jordánu. Armádu opustil v roce 1984 v hodnosti brigádního generála a odešel do politiky.
Ve volbách v roce 1984 byl poprvé zvolen poslancem Knesetu za Stranu práce. Poslanecký mandát vykonával v devíti funkčních obdobích po následujících třicet let. V této době zastával různé ministerské posty v izraelských vládách. Nejprve se v letech 1992 až 1996 stal ministrem bydlení a výstavby za vlád Jicchaka Rabina a Šimona Perese (tento resort opětovně řídil mezi lety 2000 a 2001 ve vládě Ehuda Baraka). Následně v letech 2001 až 2002 stanul v čele ministerstva obrany za první Šaronovy vlády, a v roce 2005 se stal ministrem národní infrastruktury ve druhé Šaronově vládě (tento post zastával ještě jednou v letech 2006 až 2009 v Olmertově vládě). Jeho posledním vládním angažmá byla pozice ministra průmyslu, obchodu a práce, jíž v letech 2009 až 2011 zastával ve druhé Netanjahuově vládě. Na ministerskou funkci rezignoval v lednu 2011 v důsledku odchodu části poslanců Strany práce včetně jejího předsedy Ehuda Baraka do nové politické formace Acma'ut. V roce 2014 byl jedním z kandidátů volby izraelského prezidenta, ale svoji kandidaturu nakonec stáhl kvůli policejnímu vyšetřování.

## Biografie
Narodil se v Iráku a do Izraele emigroval v roce 1950. O čtyři roky později vstoupil do Izraelských obranných sil a stal se profesionálním vojákem. Díky tomu, že pocházel z arabské země (Iráku) a hovořil plynně arabsky, si v armádě vysloužil přezdívku Fuád. Během šestidenní a jomkipurské války sloužil jako velitel a při opotřebovací válce byl raněn. V roce 1977 byl jmenován prvním velícím důstojníkem v jižním Libanonu a sloužil jako styčný důstojník mezi Izraelem a libanonskými křesťanskými milicemi. V letech 1978–1981 byl vojenským správcem nad Západním břehem Jordánu a v letech 1983–1984 působil jako vládní koordinátor aktivit na Izraelem okupovaných územích.
V roce 1984 byl poprvé zvolen do Knesetu a od té doby zastával funkce ministra bydlení a výstavby, ministra komunikací, ministra obrany a zastupujícího ministerského předsedy. V současné době je členem parlamentní skupiny Strana práce-Mejmad.
V oblasti zahraniční politiky je považován za jestřába. Byl jedním z hlavních architektů izraelské invaze do Libanonu a rovněž silným zastáncem operace Obranný štít v Dženínu. Zastával názor, že by měly být s palestinskými Araby přerušeny mírové hovory, a to do té doby, než se zřeknou násilí proti Izraelcům. Věřil rovněž, že palestinské vedení dokáže zastavit terorismus a opustit jej jakožto politický nástroj.
V primárkách Strany práce z 9. listopadu 2005 se umístil na třetím místě. Získal 16,82 % hlasů, což způsobilo, že ubral příznivce Šimonu Peresovi, který se tak umístil na druhém místě za vítězem Amirem Perecem. Ve volbách v roce 2013 svůj poslanecký mandát obhájil. V roce 2014 byl jedním z kandidátů ve volbě izraelského prezidenta, avšak tři dny před vlastní volbou odstoupil pro policejní vyšetřování financování jeho telavivského bytu a další skandály. V prosinci 2014 oznámil odchod z politiky a rezignoval na svůj poslanecký mandát.
Má pět dětí.